# Käärmeoja (vattendrag i Finland)
Käärmeoja är ett vattendrag i Finland. Det ligger i Ijo i den norra delen av landet, 600 km norr om huvudstaden Helsingfors.